# US Open 2017 - Doppio leggende femminile
Lindsay Davenport e Mary Joe Fernández erano le detentori del titolo, ma sono state sconfitte in finale da Kim Clijsters e Martina Navrátilová con il punteggio di 6-4, 2-6, [4-10].

## Tabellone

### Legenda
| - Q = Qualificato - WC = Wild card - LL = Lucky loser | - ALT = Alternate - SE = Special Exempt - PR = Protected Ranking | - w/o = Walkover - r = Ritirato - d = Squalificato |

### Finali
|  | Semifinali                           | Semifinali                           | Semifinali                           | Semifinali | Semifinali |  |  | Finale                               | Finale                               | Finale | Finale | Finale |  |
|  |                                      |                                      |                                      |            |            |  |  |                                      |                                      |        |        |        |  |
|  | Marion Bartoli Hana Mandlíková       | Marion Bartoli Hana Mandlíková       | Marion Bartoli Hana Mandlíková       | 4          | 2          |  |  |                                      |                                      |        |        |        |  |
|  | Lindsay Davenport Mary Joe Fernández | Lindsay Davenport Mary Joe Fernández | Lindsay Davenport Mary Joe Fernández | 6          | 6          |  |  | Lindsay Davenport Mary Joe Fernández | Lindsay Davenport Mary Joe Fernández | 6      | 2      | [4]    |  |
|  | Tracy Austin Gigi Fernández          | Tracy Austin Gigi Fernández          | Tracy Austin Gigi Fernández          | 3          | 4          |  |  | Kim Clijsters Martina Navrátilová    | Kim Clijsters Martina Navrátilová    | 4      | 6      | [10]   |  |
|  | Kim Clijsters Martina Navrátilová    | Kim Clijsters Martina Navrátilová    | Kim Clijsters Martina Navrátilová    | 6          | 6          |  |  |                                      |                                      |        |        |        |  |